# Europsko prvenstvo u vaterpolu – Monte Carlo 1947.
Vaterpolsko EP 1947. šesto je izdanje ovog natjecanja. Održano je u Monte Carlu u Monaku od 10. do 14. rujna. Prvo je EP koje nije osvojila Mađarska.

## Konačni poredak
| Mj. | Država           |
| --- | ---------------- |
| 1.  | Italija          |
| 2.  | Švedska          |
| 3.  | Belgija          |
| 4.  | Mađarska         |
| 5.  | Nizozemska       |
| 6.  | Velika Britanija |
| 7.  | Francuska        |
| 8.  | Jugoslavija      |
| 9.  | Čehoslovačka     |
| 10. | Austrija         |

| Pobjednici          |
| ------------------- |
| Italija Prvi naslov |